# Breakthrough!
Breakthrough! ist der Titel des zweiten Studioalbums der fiktiven J-Pop-/Rock-Gruppe Poppin’Party, die zum BanG-Dream!-Franchise gehört.

## Hintergrund
Mitte März 2020 wurde bekannt, dass Poppin’Party am 3. Juni gleichen Jahres mit Breakthrough! das zweite Studioalbum veröffentlichen würden. Allerdings wurde die Veröffentlichung des Albums, welches die Stücke Kizuna Music♪, Jumpin, Initial und Yume wo Uchinuku Shunkan ni! – die allesamt in der zweiten bzw. dritten Staffel der Anime-Fernsehserie BanG Dream! zu hören sind – beinhaltet, im Zuge der COVID-19-Pandemie in Japan auf dem 24. Juni verschoben.
Zum titelgebenden Stück wurde ein kurzes Musikvideo produziert, welches erstmals nicht als Anime Music Video entstand. Die Liedtexte auf der regulären CD wurden allesamt von Kō Nakamura, der das Konzept des BanG-Dream!-Projektes erdachte, alle Mangas und Light Novels verfasste, geschrieben. Die Musik wurde hingegen von Hitoshi Fujima, Ryutaro Fujinaga, Noriyasu Agematsu, Seima Iwahashi, Junpei Fujita und Daisuke Kikuta, allesamt Mitglieder des Komponisten-Kollektivs Elements Garden, komponiert.
Das Album wurde in einer regulären Version mit dreizehn Titeln auf einer CD, sowie in einer limitierten Version veröffentlicht, welche zusätzlich eine weitere CD mit zwölf Stücken sowie einer Blu-ray-Disc enthält. Die beigelegte Blu-ray-Disc enthält ein Musikvideo zu Breakthrough! und Aufnahmen, die während der Poppin’Party Fan Meeting Tour 2019! in Tokio aufgenommen wurden.
Personen, die sowohl Breakthrough von Poppin’Party, als auch die Alben Wahl und ERA von Roselia bzw. RAISE A SUILEN vorbestellten, erhielten eine zusätzliche CD mit dem Lied Yume wo Uchinuku Shunkan ni! in der Version wie sie in der dreizehnten Episode der dritten Staffel der Anime-Fernsehserie zu hören ist.

## Titelliste
| Nr.              | Titel                              | Komponisten                               | Länge            | Nr.                              | Titel                            | Komponisten                               | Länge                            | Nr.          | Titel                                  | Länge        |
| Standard-Edition | Standard-Edition                   | Standard-Edition                          | Standard-Edition | Bonus-CD der limitierten Edition | Bonus-CD der limitierten Edition | Bonus-CD der limitierten Edition          | Bonus-CD der limitierten Edition | Blu-ray-Disc | Blu-ray-Disc                           | Blu-ray-Disc |
| ---------------- | ---------------------------------- | ----------------------------------------- | ---------------- | -------------------------------- | -------------------------------- | ----------------------------------------- | -------------------------------- | ------------ | -------------------------------------- | ------------ |
| 1.               | Breakthrough!                      | Hitoshi Fujima (Musik) Kō Nakamura (Text) | 4:33             | 1.                               | Poppin’Shuffle                   | Noriyasu Agematsu (Musik) Nakamura (Text) | 4:37                             | 1.           | Breakthrough! (Musikvideo)             | 5:00         |
| 2.               | NO GIRL NO CRY (Poppin’Party Ver.) | Ryutaro Fujinaga (Musik) Nakamura (Text)  | 5:11             | 2.                               | Natsuzora SUN! SUN! SEVEN!       | Agematsu (Musik) Nakamura (Text)          | 4:31                             | 2.           | Roudoku Geki                           | 11:36        |
| 3.               | Initial                            | Agematsu (Musik) Nakamura (Text)          | 4:54             | 3.                               | 1000-kai Urunda Sora             | Agematsu (Musik, Text)                    | 5:31                             | 3.           | B.O.E 〜Believe Our EKAKIUTA〜         | 17:16        |
| 4.               | Hello! Wink!                       | Fujinaga (Musik) Nakamura (Text)          | 4:40             | 4.                               | HAPPY! HAPPY! PARTY!             | Fujinaga (Musik) Nakamura (Text)          | 4:43                             | 4.           | POPIPA, ano ne…                        | 14:06        |
| 5.               | STEP×STEP!                         | Seima Iwahashi (Musik) Nakamura (Text)    | 4:08             | 5.                               | Natsu no Doon!                   | Iwahashi (Musik) Nakamura (Text)          | 3:38                             | 5.           | Poppin' Zokkyou Geki♪                  | 16:03        |
| 6.               | Jumpin’                            | Agematsu (Musik) Nakamura (Text)          | 4:08             | 6.                               | Kimi ni Moratta Mono             | Haruki Mori (Musik) Nakamura (Text)       | 3:54                             | 6.           | Fan Meeting no Theme Song wo Tsukurou! | 20:17        |
| 7.               | White Afternoon                    | Agematsu (Musik) Nakamura (Text)          | 4:58             | 7.                               | Light Delight                    | Fujinaga (Musik) Nakamura (Text)          | 5:08                             | 7.           | kein bekannter Titel                   | 6:47         |
| 8.               | Kirakira Star!                     | Junpei Fujita (Musik) Nakamura (Text)     | 4:35             | 8.                               | Setsunai Sandglass               | Agematsu (Musik) Nakamura (Text)          | 4:04                             | 8.           | Yes! BanG_Dream!                       | 5:32         |
| 9.               | Returns                            | Agematsu (Musik) Nakamura (Text)          | 5:22             | 9.                               | Home Street                      | Ryota Tomaru (Musik) Nakamura (Text)      | 4:04                             | 9.           | Mae e Susume!                          | 5:12         |
| 10.              | Dreamers Go!                       | Daisuke Kikuta (Musik) Nakamura (Text)    | 4:17             | 10.                              | What's the POPIPA!?              | Kikuta (Musik) Nakamura (Text)            | 4:39                             | 10.          | Time Lapse                             | 4:40         |
| 11.              | Kizuna Music♪                      | Fujinaga (Musik) Nakamura (Text)          | 5:16             | 11.                              | SAKURA MEMORIES                  | Hitoshi Fujima (Musik) Nakamura (Text)    | 4:15                             | 11.          | Dreamers Go!                           | 4:31         |
| 12.              | Mirai Train                        | Fujinaga (Musik) Nakamura (Text)          | 5:55             | 12.                              | Anniversary                      | Iwahashi (Musik) Nakamura (Text)          | 4:35                             | 12.          | kein bekannter Titel                   | 3:50         |
| 13.              | Yume wo Uchinuku Shunkan ni!       | Agematsu (Musik) Nakamura (Text)          | 4:43             |                                  |                                  |                                           |                                  |              |                                        |              |

## Erfolg
Das Album verkaufte sich alleine am ersten Tag nach Veröffentlichung etwas mehr 10.000 mal und belegte somit den ersten Platz in den japanischen Tagescharts, die von Oricon ermittelt werden. Nach einer Woche wurden knapp 21.000 Einheiten des Albums verkauft, wodurch Breakthrough! letztlich auf Platz drei der offiziellen japanischen Albumcharts einstieg.
Mit Doppel-Single Initial/Yume wo Uchinuku Shunkan ni!, deren Lieder auf dem Album vorhanden sind, erreichte Poppin’Party erstmals Platz eins der japanischen Singlecharts was gleichbedeutend die erste japanische Nummer-eins-Single des BanG-Dream!-Franchises darstellt. In den Single-Jahresendcharts von Oricon positionierte sich die Single auf Platz 80.